# H.A. Lindsay (schip, 1956)
De H.A. Lindsay was een kraanponton dat in 1956 bij Higgins Industries, New Orleans werd gebouwd voor Brown & Root. Het was het eerste kraanponton van Brown & Root dat geen omgebouwd ponton was van surplusmateriaal van het Amerikaanse leger. De H.A. Lindsay was uitgerust met een kraan van aanvankelijk 250 shortton, later een American Hoist R40 van 350 shortton.
Op 22 december 1966 kwam het op het Houston Ship Channel in aanvaring met de Author.
In 1988 werd het schip overgenomen door Weeks Marine en omgedoopt naar Weeks 532.